# Здоренко Віктор Михайлович
Ві́ктор Миха́йлович Здо́ренко (нар. 1 липня 1946, Київ) — радянський та український диригент і педагог. Народний артист України (1997).

## Життєпис
Закінчив Київську консерваторію (1970 — клас хорового диригування В. Т. Чуби; 1975 — клас оперно-симфонічного диригування М. Ф. Колесси, В. Б. Гнєдаша).
З 1975 року працює в Національній музичній академії України імені Петра Чайковського: спочатку диригентом оперної студії, а з 2000 року — завідувачем кафедри оперно-симфонічного диригування.
1987—1988 — художній керівник Київської філармонії.
1988—2005 — художній керівник і головний диригент Державного естрадно-симфонічного оркестру України.
З 1997 року — професор.
Член експертної ради «Культура, мистецтво, туризм» Міносвіти України.

## Визнання
- 1990 — Заслужений діяч мистецтв УРСР
- 1997 — Народний артист України